# 雷鳥神機隊
《雷鳥神機隊》，為傑瑞·安德森(Gerry Anderson)的AP Films (s. 1) & Century 21 Productions (s. 2) 製作，ITC Entertainment發行，於英國聯合電視Associated TeleVision(獨立電視台其中一間舊營運商台名)在1965年9月30日～1966年12月25日所播出的科幻人偶影集，全2季，共32集。
台灣於1967年8月6日至1968年10月20日間，於每星期日下午5:30～6:00時段在台視以《神機雷鳥號》之名首播，後來中視在1972年12月19日～1973年3月4日，於每週一～五、日下午5:30~6:00時段重映時，易名為《雷鳥神機隊》。之後又再於1973年6月11日至9月25日間，由開聯影藝公司擔任錄音以國語配音方式重播。是一部非常優秀的科幻影集，也是許多1960年代觀眾的童年回憶。

## 故事大綱
南太平洋的一個神秘小島上，駐紮著世界上最頂尖的救難團隊，不論是世界上任何地方發生嚴重災害或事故，都能立刻趕到排除，他們就是別號「雷鳥神機隊」的秘密組織「國際救援隊」。本片以近未來所發生的各種災變為主題，而雷鳥神機隊在接獲求救訊息後，展開各種不同方式的救難行動。除了雷鳥機組各具特色之外，國際救援隊的非軍事化(各機體均無配備攻擊性武器)，以及堅持機密化(執行救難任務時會要求周邊淨空，避免雷鳥機遭偷拍)作風，亦為一大特色。

## 時代背景
以21世紀為舞台，片中畫面並曾出現2026年的月曆。

## 主要角色與配音

### 雷鳥神機隊

#### 崔西家族
- 傑夫‧崔西(Jeff Tracy)：Peter Dyneley

劇中設定為美國人，是國際救援隊(International Rescue)的創辦者，年輕時曾擔任太空人。他買下一座南太平洋小島並命名為「崔西島」，成為國際救援隊的秘密根據地，執行各種救難任務。
- 史考特‧崔西(Scott Tracy)：Shane Rimmer

崔西家族長子，雷鳥1號駕駛員，也是救難任務的行動指揮官。名字取自美國太空人麥肯‧史考特‧卡本特(Malcolm Scott Carpenter)。
- 約翰‧崔西(John Tracy)：Ray Barrett

崔西家族次子，通常於雷鳥5號值勤，但每三個月會定期與老么艾倫換班。名字取自美國太空人約翰‧葛倫(John Herschel Glenn Jr.，1921～2016)。
- 維吉‧崔西(Virgil Tracy)：David Holliday(1965)、Jeremy Wilkin(1966、1968)

崔西家族三子，雷鳥2號駕駛員。彈得一手好鋼琴，而且是左撇子。他的名字取自1967年殉職的美國太空人維吉‧葛瑞森(Virgil Ivan "Gus" Grissom，1926～1967)。
- 戈登‧崔西(Gordon Tracy)：David Graham

崔西家族四子，雷鳥4號駕駛員。曾經參加過《霹靂艇》中登場的「世界水下安全巡邏隊(World Aquanaut Security Patrol－W.A.S.P.)」。名字是取自美國太空人李洛埃‧戈登‧古柏(Leroy Gordon Cooper，1927～2004)。
- 艾倫‧崔西(Alan Tracy)：Matt Zimmerman、Ray Barrett(電視版第1集)

崔西家族子，雷鳥3號駕駛員，但會定期與約翰換班至雷鳥5號值勤一個月。名字取自美國太空人艾倫‧謝柏(Alan Bartlett Shepard Jr.，1923～1998)。

#### 其他成員
- 布萊恩(Brains，台視、中視譯名為布瑞斯)：David Graham

雷鳥機組的開發者。造型藍本為演出希區考克名作《驚魂記》的演員安東尼·柏金斯。
- 奇拉諾(Kyrano)：David Graham

崔西家的家僕，馬來人。但他其實是「假面人」胡德的異母兄弟(至於孰兄孰弟，則因相關記述資料年代之別而有所變化)，也因此曾受胡德的催眠操控，企圖逼他說出國際救援隊的所在地。
- 婷婷‧奇拉諾(Tin-Tin Kyrano)：Christine Finn

奇拉諾之女，22歲，馬來人。是艾倫的女友，也兼任布萊恩的助手。
- 崔西奶奶(Grandma Tracy)：Christine Finn

傑夫的母親，崔西家族的大家長。先前於新墨西哥州獨居，之後來到崔西島與家人同住。對做菜相當拿手。

### 協力人物
- 潘妮洛普‧克雷頓華德小姐(Lady Penelope Creighton-Ward)：Sylvia Anderson

2000年12月24日生(26歳)。通稱潘妮洛普小姐。擔任倫敦諜報員，為貴族子女。她在倫敦郊外的宅邸，亦為國際救援隊的倫敦支部。
- 艾羅西斯·派克(Aloysius Parker)：David Graham

原本為神偷，開鎖技巧高超；後來為潘妮洛普所網羅，擔任她從事諜報工作時之左右手，平日則擔任她的管家一職。

### 敵對角色
- 胡德(The Hood，台視譯名為假面人)：Ray Barrett

奇拉諾的異母兄弟，馬來人。擅長易容與催眠，處心積慮想竊取雷鳥機組所擁有的高科技先進技術，來賣給軍火商牟利。

## 製作群
- 製片：Gerry Anderson
- 導演：Brian Burgess、David Elliott、David Lane、Alan Pattillo、Desmond Saunders
- 編劇：Gerry Anderson、Sylvia Anderson、Tony Barwick、Martin Crump、Alan Fennell、Alan Pattillo、Donald Robertson、Dennis Spooner
- 劇本監修：Gerry & Sylvia Anderson
- 劇本編修：Alan Pattillo
- 製片補：Reg Hill
- 攝影指導：John Read
- 人物原案：Sylvia Anderson
- 美術指導：Bob Bell
- 特效指導：Derek Meddings
- 木偶操作指導：Christine Glanville、Mary Turner
- 音樂：Barry Gray
- 剪輯：Harry MacDonald、Harry Ledger、Peter Elliott、David Lane 等

## 主要裝備
- 雷鳥一號

外型酷似火箭，實際上是超音速可變翼型的原子動力噴射機，可說是國際救援隊執行救難任務時的移動指揮部，由長子史考特坐鎮指揮。設計概念是以能在60分鐘內，抵達地球上任何一處事故現場，以掌握狀況並安定人心，因此雷鳥1號具備超高速之飛行能力，能比其他雷鳥機組更先抵達事故現場，全速飛行時可達時速24,000公里（約19.5馬赫），遠比雷鳥2號快了三倍，遠遠超過目前地球上現存所知任何飛行器。出動時於總部(崔西島)以火箭般的直立狀態起飛，到達巡航高度時則轉變為水平飛行，並因應速度展開可變後掠翼。抵達與離開現場時，則以水平狀態進行垂直起降，此外還能以類似直昇機的空中停留功能執行救援，以及貼地飛行的方式來低空搜尋目標，是極先進的飛行機種。
- 雷鳥二號

以載運救難器材為目的的超音速大型運輸機。與一般運輸機最大的不同，是具備超音速飛行能力，全速飛行時可達時速8,000公里（約6.5馬赫），並具有垂直起降能力。在接獲先行抵達現場的雷鳥1號指令後，可因應災變的狀況，載運不同機具的貨艙，以出動執行任務。機體為濃綠色，並有前掠翼設計與垂直起降機能。於總部出動時，是從經過偽裝的小型飛機用跑道，使用隱蔽式彈射器起飛。由於國際救援隊的活動具機密性，因此跑道與機庫外觀均施以偽裝掩蔽。
- 鑽地鼠(The Mole)

雷鳥2號貨艙的承載救難機具之一，配置於3號或5號貨艙，為大型鑽孔機，劇中登場頻率頗高，故有時被誤認為是雷鳥6號。
- 雷鳥三號

具有宇宙航行能力的火箭，負責大氣層外的救難活動。與一般的火箭與太空梭不同的是，雷鳥3號並不需要一般火箭所使用的輔助推進器與外掛燃料槽，便可單機直接飛出大氣層，並以原機返回地球。於非災害發生時，則用於運送物資到雷鳥5號，以及讓艾倫與約翰換班之用。原本編制上還需要一至兩名支援人員，但僅有正駕駛一人也可操縱。操縱席(控制室内)則以側向配置。為了進行長期救難活動，機内配有兩人份的休息設備。
- 雷鳥四號

小型潛水艇，配置於雷鳥2號的4號貨艙中，於海上救難任務時出動。
- 雷鳥五號

太空站型人造衛星，負責監聽來自地球的任何求救訊息，可以產生人工重力，讓人長時間居住。大多數時候由約翰負責，艾倫與約翰會透過與雷鳥3號的接駁定時換班。
- FAB 1

由派克駕駛，潘妮洛普乘用的六輪勞斯萊斯轎車，水陸兩用，內藏各種特殊機能與武裝。
- FAB 2

潘妮洛普所乘用的高機動性遊艇，可搭載FAB 1。

## 劇集列表
※以下排列為最初於英國首播之際的順序；在台灣放映時電視台均有再各自施以調整。之後本作在2003年由Carlton公司推出《雷鳥神機隊》的〔數位復刻版〕DVD全集時，將兩季內容合併推出。不過世界部分地區版本的DVD劇集排序，也因應當地首播時順序調動而有所不同(如日本、美國)。

### 第一季
| 英國 | 英國                      | 英國           | 台灣       | 台灣         | 台灣                     |
| 集序 | 原題                      | 播映日         | 台視標題   | 中視標題     | 齊威DVD標題              |
| ---- | ------------------------- | -------------- | ---------- | ------------ | ------------------------ |
| 1    | Trapped in the Sky        | 1965年9月30日  | 空中驚魂   |              | 〔01〕原子客機炸彈事件   |
| 2    | Pit of Peril              | 1965年10月7日  | 火窟餘生   |              | 〔02〕危險臨界點         |
| 3    | The Perils of Penelope    | 1965年10月14日 | 彭尼歷險記 | 彭妮驚魂記   | 〔12〕潘妮洛普的危機     |
| 4    | Terror in New York City   | 1965年10月21日 | 紐約驚魂   | 紐約歷險記   | 〔13〕紐約恐怖事件       |
| 5    | Edge Of Impact            | 1965年10月28日 | 生死邊緣   |              | 〔16〕超音速戰機撞擊事件 |
| 6    | Day Of Disaster           | 1965年11月4日  | 滅頂之災   | 海底救難     | 〔15〕災厄之日           |
| 7    | 30 Minutes After Noon     | 1965年11月11日 | 定時炸彈   | 千鈞一髮     | 〔18〕致命午後30分       |
| 8    | Desperate Intruder        | 1965年11月18日 | 祕湖尋寶   |              | 〔17〕絕望的探險隊       |
| 9    | End Of The Road           | 1965年11月25日 | 一髮千鈞   | 柳暗花明     | 〔14〕窮途末路           |
| 10   | The Uninvited             | 1965年12月2日  | 劫後餘生   |              | 〔05〕不速之客           |
| 11   | Sun Probe                 | 1965年12月9日  | 太陽探測   | 太陽探測     | 〔04〕太陽號危機         |
| 12   | Operation Crash-Dive      | 1965年12月13日 | 空中諜影   | 空中殲諜戰   | 〔08〕原子力客機墜海事件 |
| 13   | Vault Of Death            | 1965年12月23日 | 金庫之災   | 保險櫃的風波 | 〔07〕死亡之窟           |
| 14   | The Mighty Atom           | 1965年12月30日 | 原子風波   | 原子老鼠     | 〔06〕原子爐風波         |
| 15   | City Of Fire              | 1966年1月6日   | 大火災     | 大火         | 〔03〕燃燒之城           |
| 16   | The Impostors             | 1966年1月13日  | 冒牌救星   | 冒牌者       | 〔19〕冒充者             |
| 17   | The Man From MI.5         | 1966年1月20日  | 原子間諜戰 |              | 〔20〕MI.5 諜報員        |
| 18   | Cry Wolf                  | 1966年1月27日  | 謊報之災   |              | 〔21〕禁忌遊戲           |
| 19   | Danger At Ocean Deep      | 1966年2月3日   | 海難救護   |              | 〔22〕深海危機           |
| 20   | Move - and You're Dead    | 1966年2月10日  | 鐵橋驚魂   | 賽車風波     | 〔09〕別輕舉妄動         |
| 21   | The Duchess Assignment    | 1966年2月17日  | 名畫風波   |              | 〔23〕公爵夫人事件       |
| 22   | Brink Of Disaster         | 1966年2月24日  | 災禍邊緣   |              | 〔11〕災難邊緣           |
| 23   | Attack of the Alligators! | 1966年3月10日  | 鱷魚之災   | 鱷魚大戰     | 〔24〕巨鱷攻擊事件       |
| 24   | Martian Invasion          | 1966年3月17日  | 雷鳥追諜記 | 間諜戰       | 〔10〕火星人入侵         |
| 25   | The Cham-Cham             | 1966年3月24日  | 樂曲的秘密 |              | 〔25〕查姆編碼電腦事件   |
| 26   | Security Hazard           | 1966年3月31日  | 不速之客   |              | 〔26〕保密危機           |

### 第二季
| 英國 | 英國                   | 英國           | 台灣     | 台灣         | 台灣                 |
| 集數 | 原題                   | 播映日         | 台視標題 | 中視標題     | 齊威DVD標題          |
| ---- | ---------------------- | -------------- | -------- | ------------ | -------------------- |
| 27   | Atlantic Inferno       | 1966年10月2日  | 海底之火 |              | 〔27〕大西洋煉獄     |
| 28   | Path Of Destruction    | 1966年10月9日  | 毀滅之路 |              | 〔28〕毀滅之途       |
| 29   | Alias Mr. Hackenbacker | 1966年10月16日 | 時裝劫   | 海根勃格先生 | 〔29〕海爾貝克先生   |
| 30   | Lord Parker's 'Oliday  | 1966年10月23日 | 火鏡之災 | 派克的假期   | 〔30〕貴族派克的假期 |
| 31   | Ricochet               | 1966年11月6日  | 太空驚魂 | 冤家路窄     | 〔31〕衛星墜落事件   |
| 32   | Give Or Take A Million | 1966年12月25日 | 銀色聖誕 | 耶誕與強盜   | 〔32〕100萬的取捨    |

## 電影
- 《太空歷險記》(Thunderbirds Are Go)

1966年12月15日首映的第一部電影，華視於1979年(民國68年)1月28日在電視上播出。
- 《雷鳥太空船》(Thunderbirds 6)

1968年7月29日首映的第二部電影，華視於1979年(民國68年)1月2日在電視上播出。

## 真人版本
- 《雷鳥神機隊》(Thunderbirds)

2004年7月24日首映的真人版本電影，時代背景則改為2020年。由比爾·派斯頓、班·金斯利等人主演。

## 2015年動畫版
- 《新雷鳥神機隊》（Thunderbirds Are Go!）

2015年於英國獨立電視台（ITV）每週六早上8:00（第一集為下午17：00）播出的以CG動畫（主要於英國與台灣等地製作）搭配實景模型（主要於紐西蘭製作），類似圓谷製作《恐龍救生隊》拍攝模式的全新重啟與重製版本。全三季共78集（每季各26集），各集約22分鐘（不含廣告）。大體的基本設定上沿襲舊作，但亦有許多明顯改動之處。第一季內容已在2015年4月4日至6月20日（前半），與2015年10月31日至2016年1月23日（後半）分別於英國播畢。台灣則於2016年9月14日至12月8日，由公視於每週三、四下午18：00以中英雙語方式播出第一季（當週週六上午10:00重播週三、四播出的兩集內容），之後陸續將全三季播映完畢（但台灣播出第一季時，集數順序則有所變動）。

## 相關作品
以下均為傑瑞‧安德森於1960～70年代所製作的超級人偶劇(Supermarionation)系列。
- 《萬能車》(Supercar，黑白作品)
- 《雷霆機》(Fireball XL5，黑白作品)
- 《霹靂艇》(The Stingray)
- 《超空人》(Captain Scarlet and the Mysterons)
- 《小飛諜》(Joe 90')
- 《袖珍密諜》(The Secret Service)

## 受到本作影響的相關產物
- 日本的「雷鳥」特急列車／1995年JR西日本的特急列車（日語：雷鳥／らいちょう Raicho） 「Thunderbird(サンダーバード)」廣告中，採用了本片角色為廣告人物。

### 影響作品
- 《超人力霸王》系列

作品中對地球防衛組織的設定・演出均深受影響。
- 《星星艦隊》

永井豪原作的科幻人偶劇集，曾以《Star Fleet》片名外銷英國播映。
- 《無敵鐵金剛》

永井豪原作，出動過程模仿模仿《雷鳥神機隊》的登機程序，並模仿雷鳥一號自游泳池浮現出動的畫面。
- 《英勇無敵號》(ゼロテスター)

深受本作影響的動畫作品。
- 《雷鳥2086》(／)

原本是以本作動畫版方式進行企畫的動畫作品，但因未獲許可，只得更改片名與設定。
- 《太陽勇者》(太陽の勇者ファイバード)

描繪出動過程時相當酷似本作的動畫作品，勇者系列第2作。
- 《雷霆發威》

台灣由吳萬響掌中劇團與台視合作的科幻布袋戲影集。
- 《偶像防衛隊》(アイドル防衛隊ハミングバード)

吉岡平的輕小說作品。登場團體名與登場角色姓名，以及專用搭乗機的由來均出自本作。

## 註解
1. ↑  現今台灣已普遍採用此譯名，包括日後於2004年上映的真人版電影，以及2006年齊威國際多媒體所發行的授權DVD都一致使用。
2. ↑  括弧內為2003年Carlton公司〔數位復刻版〕DVD的集數，齊威版DVD採用的即是Carlton公司〔數位復刻版〕DVD。

## 外部連結
- 互联网电影数据库（IMDb）上《雷鳥神機隊》的资料（英文）
- 在BBC Online了解Thunderbirds
- 维基共享资源上的相關多媒體資源：Thunderbirds
- 维基语录上有关Thunderbirds的语录